# رونالد إدوارد بيرين
رونالد إدوارد بيرين (بالإنجليزية: Ronald Edward Perrin)‏ هو عازف الأرغن بريطاني، ولد في 13 أبريل 1931، وتوفي في 5 سبتمبر 1997.